# Svane Goossens
Svane Goossens (Schoten, 7 augustus 1986) is een Belgische handbalster.

## Levensloop
Goossens was actief bij Uilenspiegel en diens opvolger DHW Antwerpen, in 2009 maakte ze de overstap naar Initia Hasselt. Met deze club won ze in 2011 de Beker van België.
Ze werd verkozen tot handbalster van het jaar in 2009 en 2011.